# Журавка (Черниговская область)
Жура́вка (укр. Журавка) – село в Прилукском районе районе Черниговской области Украины.
Расположено на левом берегу реки Удай при впадении её притока Журавка. В селе действует два сельскохозяйственных предприятия.

## История

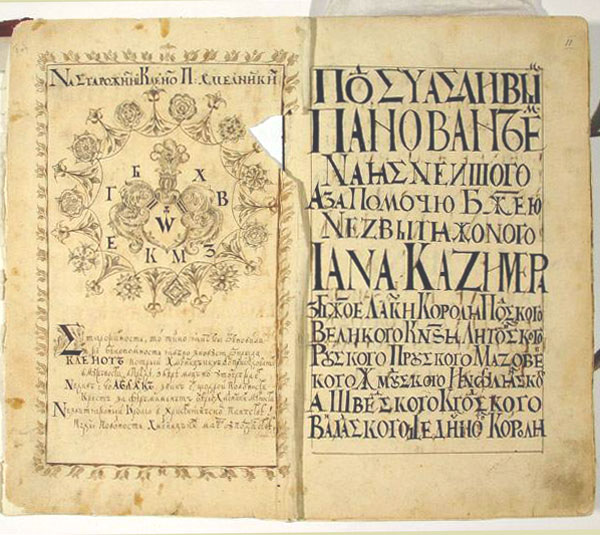
Титульный лист реестра Войска Запорожского 1649 года, в который было вписано 40 000 казаков. На первой странице герб гетмана Богдана-Зиновия Хмельницького и полный титул короля Речи Посполитой — Яна II Казимира. В этом Реестре сотником Журавской сотни числился Фёдор Бульба.

В селе Журавка Михаилом Рудинским в 1927—1930 годах обнаружена одна из древнейших на Черниговщине Журавская стоянка — древнее поселение на левом берегу р. Удай (XII—X тыс. до н. э.). Остатки Журавской стоянки залегали в лесоподобных суглинках в виде небольших скоплений расщепленных кремня и костей степных животных (сурок и др.). Среди кремнёвых изделий преобладают мелкие острие, резцы, пластинки, скребки и скобели, близкие к изделиям степных палеолитических стоянок Журавская стоянка датируется по-разному — от начала позднего палеолита до раннего мезолита.
Первое письменное упоминание про село было в 1616 году. С 1618 года в составе Черниговского воеводства Речи Посполитой. С 1648 года центр Журавской сотни сначала Кропивненского полка, а после его ликвидации в 1658 году — Прилуцкого полка Гетманщины.

## Известные жители и уроженцы
В селе родились:
- математик Георгий Феодосьевич Вороной и его сын, врач, Юрий Юрьевич Вороной;
- советский государственный деятель Владимир Ефимович Цифринович.